# MIN・MIN・MIN
「MIN・MIN・MIN」（ミン・ミン・ミン）は日本の女性アイドルグループ・SDN48の楽曲。楽曲は秋元康により作詞、KOUTAPAIこと大河内航太により作曲されている。2011年8月17日にSDN48のメジャー3作目のシングルとしてユニバーサルミュージックから発売された。
楽曲のシングル盤は「Type A」、「Type B」、「劇場盤」の3形態によって発売されている。
キャッチコピーは、「恋をするまで長いのに 儚いものよ」。
表題曲「MIN・MIN・MIN」は、SDN48出演の常盤薬品工業「眠眠打破」のCMソング。SDN48名義としては3枚目にして初のタイアップ付きであり、初のCM出演である。タイトルは、「眠眠打破」とセミの鳴き声を掛け合わせたもので、衣装やPVはセミをイメージしたものになっている。これまでの表題曲と異なり、歌詞に韓国語は使用されていない。
「おねだりシャンパン」のPVにはAKB48・小嶋陽菜が出演している。AKB48のメンバーがSDN48のPVに出演するのはこれが初である。また、Type Bのジャケットには、アンダーガールズAのメンバーが起用されている。
初の試みとして、AKB48楽曲のカバーが各形態に収録されている。Type Aには「ポニーテールとシュシュ」のライブ映像がDVDに、Type Bには「Everyday、カチューシャ」の音源、撮り下ろしPVがCD、DVDにそれぞれ収録されている（劇場盤は、「Everyday、カチューシャ」の音源のみ）。「Everyday、カチューシャ」のPVは、『COUNT DOWN TV』のゲストライブを意識した内容になっており、2番はカットされている。また、アレンジがAKB48のものと一部異なる。

## シングル収録トラック

### Type A
| #  | タイトル                                  | 作詞   | 作曲     | 編曲         | 時間 |
| -- | ----------------------------------------- | ------ | -------- | ------------ | ---- |
| 1. | 「MIN・MIN・MIN」                         | 秋元康 | KOUTAPAI | 佐々木裕     | 3:27 |
| 2. | 「おねだりシャンパン」(アンダーガールズA) | 秋元康 | 松田純一 | y@suo ohtani | 3:52 |
| 3. | 「アバズレ」(アンダーガールズB)           | 秋元康 | Gajin    | 中西亮輔     | 4:12 |
| 4. | 「MIN・MIN・MIN (off vocal ver.)」        |        |          |              |      |
| 5. | 「おねだりシャンパン (off vocal ver.)」   |        |          |              |      |
| 6. | 「アバズレ (off vocal ver.)」             |        |          |              |      |

| #  | タイトル               | 作詞 | 作曲・編曲 |
| -- | ---------------------- | ---- | ---------- |
| 1. | 「MIN・MIN・MIN」      |      |            |
| 2. | 「おねだりシャンパン」 |      |            |
| 3. | 「アバズレ」           |      |            |

### Type B
| #  | タイトル                                                  | 作詞   | 作曲         | 編曲         | 時間 |
| -- | --------------------------------------------------------- | ------ | ------------ | ------------ | ---- |
| 1. | 「MIN・MIN・MIN」                                         | 秋元康 | KOUTAPAI     | 佐々木裕     |      |
| 2. | 「おねだりシャンパン」(アンダーガールズA)                 | 秋元康 | 松田純一     | y@suo ohtani |      |
| 3. | 「Everyday、カチューシャ（SDN48 ver.）」                  | 秋元康 | 井上ヨシマサ | 井上ヨシマサ | 5:15 |
| 4. | 「MIN・MIN・MIN (off vocal ver.)」                        |        |              |              |      |
| 5. | 「おねだりシャンパン (off vocal ver.)」                   |        |              |              |      |
| 6. | 「Everyday、カチューシャ（SDN48 ver.） (off vocal ver.)」 |        |              |              |      |

| #  | タイトル                                 | 作詞 | 作曲・編曲 |
| -- | ---------------------------------------- | ---- | ---------- |
| 1. | 「MIN・MIN・MIN」                        |      |            |
| 2. | 「おねだりシャンパン」                   |      |            |
| 3. | 「Everyday、カチューシャ（SDN48 ver.）」 |      |            |

### 劇場盤
| #  | タイトル                                  | 作詞   | 作曲         | 編曲         |
| -- | ----------------------------------------- | ------ | ------------ | ------------ |
| 1. | 「MIN・MIN・MIN」                         | 秋元康 | KOUTAPAI     | 佐々木裕     |
| 2. | 「おねだりシャンパン」(アンダーガールズA) | 秋元康 | 松田純一     | y@suo ohtani |
| 3. | 「アバズレ」(アンダーガールズB)           | 秋元康 | Gajin        | 中西亮輔     |
| 4. | 「Everyday、カチューシャ（SDN48 ver.）」  | 秋元康 | 井上ヨシマサ | 井上ヨシマサ |

## 選抜メンバー
| - 梅田悠 - 大堀恵 - 木本夕貴 - KONAN | - 小原春香 - 近藤さや香 - 佐藤由加理 - 芹那 | - たかはしゆい - 津田麻莉奈 - 福田朱子 - 藤社優美 |